# ジェイミー・ドーンシー
ジェイミー・ドーンシー（Jaime Dauncey、11月20日 - ）は、カナダの女子プロレスラー。オンタリオ州ウィンザー出身。主なリングネームはジェイミーD（Jaime D）。シレルダ（Sirelda）のリングネームでTNAに参戦した経験がある。現在は地元の団体であるBCWに所属。

## 経歴
2002年、Can-Amレスリングスクールでトレーニングを始め、2004年、BCWでデビュー。
2004年10月16日、アトランタでのTNA「Gut Check Challenge」に出場。
2005年、TNA最大のPPV「バウンド・フォー・グローリー」に参戦し、デベロップメンタル契約を結ぶ。
2006年6月18日、PPV「Slammiversary」にてアメリカズ・モスト・ウォンテッドのマネージャーだったゲイル・キムをチョークスラムで落とすなどしてAJスタイルズ&クリストファー・ダニエルズのNWA世界タッグチーム王座奪取をアシスト。
2006年の「バウンド・フォー・グローリー」を最後にTNAを去る。
2007年に初来日。8月5日のSUN新宿FACE大会にて高橋奈苗が持つAWA世界女子王座に挑戦し王座奪取成功。WEWにも参戦。
2011年よりチーム3Dアカデミーに入門。
2013年4月29日、ディアナ川崎市体育館大会にて井上京子が持つW.W.W.D認定クィーン王座に金網デスマッチで挑戦するが、敗れる。

## 得意技
- チョークスラム
- Sharpshooter
- スピアー
- シグニチャームーブ
- Belly to back wheelbarrow facebuster
- ボディスラム

## 獲得タイトル
- GCW W.I.L.D王座[2]
- AWA世界女子王座（スーパースターズ版）
- PWX X-ディビジョン王座[3]